# Продукционная модель представления знаний
Продукционная модель знания — модель, основанная на правилах, позволяет представить знание в виде предложений типа «Если (условие), то (действие)».
Продукционная модель — фрагменты Семантической сети, основанные на временных отношениях между состояниями объектов.
Продукционная модель обладает тем недостатком, что при накоплении достаточно большого числа (порядка нескольких сотен) продукций они начинают вследствие необратимости дизъюнкций противоречить друг другу. В этом случае разработчики начинают усложнять систему, включая в неё модули нечёткого вывода или иные средства разрешения конфликтов, — правила по приоритету, правила по глубине, эвристические механизмы исключений, возврата и т. п.
В общем случае продукционную модель можно представить в следующем виде:
{\displaystyle i=<S;L;A\rightarrow B;Q>},
где:
- {\displaystyle S}  — описание класса ситуаций;
- {\displaystyle L}  — условие, при котором продукция активизируется;
- {\displaystyle A\rightarrow B}  — ядро продукции;
- {\displaystyle Q}  — постусловие продукционного правила.

## Модификации продукционной модели
Продукционная модель часто дополняется определённым порядком, вводимым на множестве продукций, что упрощает механизм логического вывода. Порядок может выражаться в том, что отдельная следующая по порядку продукция может применяться только после попыток применения предшествующих ей продукций. Примерно похожее влияние на продукционную модель может оказать использование приоритетов продукций, означающее, что в первую очередь должна применяться продукция, имеющая наивысший приоритет.
Рост противоречивости продукционной модели может быть ограничен путём введения механизмов исключений и возвратов. Механизм исключений означает, что вводятся специальные правила-исключения. Их отличает большая конкретность в сравнении с обобщёнными правилами. При наличии исключения основное правило не применяется. Механизм возвратов же означает, что логический вывод может продолжаться в том случае, если на каком-то этапе вывод привёл к противоречию. Просто необходимо отказаться от одного из принятых ранее утверждений и осуществить возврат к предыдущему состоянию.
Противоречия в базах знаний на языке Пролог выявляются автоматически за счет использования автоматического доказательства теорем со встроенным в систему Пролог механизмами перебора с возвратами, организующего поиск информации в базах знаний и выводом найденной информации в качестве результатов информационного поиска.